# Interleucina-13
La interleucina-13 (IL-13) és una citocina que pertany a la gran família de les hematopoietines. Aquesta proteïna és un monòmer de baix pes molecular (53kD) que s'encarrega principalment de la proliferació i la diferenciació dels limfòcits B i de la inhibició de macròfags.

## Síntesi
Les IL-13 són produïdes per diferents components del sistema immunitari i sempre dins de l'actuació d'aquest, és a dir, com a resposta a un estímul. En són productors doncs: els basòfils, que a part de la histamina sintetitzen IL-4 i IL-13; també els mastòcits, que a més produeixen prostaglandines, leucotrients, PAF i IL-4 (s'ha de tenir en compte que els mateixos basòfils activen alhora a eosinòfils i mastòcits); per acabar, les cèl·lules Th2 secreten tant IL-13 com IL-4, IL-9 i IL-5.

## Receptors
Els receptors de la IL-13 formen part d'una petita família de receptors amb algunes similituds amb la família de receptors de l'hematopoetina. Aquests poden ser heterodímers IL-4Rα/IL-13α2 o homodímers de cadenes IL-13Rα. D'altra banda, hi ha certs receptors no específics de les IL-13 que també les poden reconèixer, els receptors de les IL-4. Aquests són també heterodímers IL-4Rα i IL-13Rα1 i tenen una cadena en comú amb els receptors d'IL-13, per això poden fer la mateixa funció.

## Funcions
La funció més estudiada de les IL-13 és la relacionada amb la reacció dels sistema immunitari davant d'una inflamació al·lèrgica. Les IL-13 estimulen i afavoreixen la proliferació dels limfòcits Th2, que alhora secreten més IL-13 per seguir augmentant aquesta proliferació. L'elevada producció de cèl·lules Th2 estimularà alhora la diferenciació de limfòcits B per a produir IgE, els anticossos responsables de la reacció al·lèrgica. Açò passa perquè les IL-13 (junt amb les IL-4) activen la família Janus de tirosina cinases Jak1 i Jak3 que provoca alhora la fosforilació del factor de regulació transcripcional STAT6 dels limfòcits T i B. Amb aquesta modificació, les cèl·lules T començaran a diferenciar-se en limfòcits Th i les B activaran la producció massiva de l'anticòs corresponent.

## A l'asma al·lèrgic
A l'asma al·lèrgic, com a tot procés al·lèrgic, es veu involucrada la sobreexcitació del sistema immunitari. En aquesta malaltia tenen un paper molt important les IL-13 (junt amb les IL-9) perquè estimulen la proliferació de Th2 i conseqüentment la d'eosinòfils i basòfils. A més a més, provoquen un gran canvi en les cèl·lules epitelials dels canals respiratoris que provoca la metaplàsia de les cèl·lules caliciformes. Aquesta consisteix en la diferenciació exagerada de cèl·lules epitelials per a convertir-se en cèl·lules caliciformes que secreten mucosa en excés. Açò accentua encara més els símptomes, ja que augmenta l'obstrucció de les vies respiratòries.
El tractament per als processos al·lèrgics ha estat fins ara basat principalment en la pal·liació dels símptomes (antihistamínics). Avui dia però, s'intenta desenvolupar un tipus de teràpia que ataqui l'origen del problema: o bé inhibeixi la producció d'IgE o bé algun dels esglaons de les seves vies d'acció. Les IL-13 estan involucrades en el primer d'aquests casos, ja que s'ha estudiat la seva inhibició a través de fàrmacs. Tot i així, s'ha considerat que no és una via útil per a tractar les al·lèrgies perquè les IL-13 estan involucrades en altres mecanismes dels sistema immunitari que es podrien veure alterats amb la inhibició d'aquestes.

## A la infecció de paràsits intestinals
Les IL-13 tenen un paper especialment important en la defensa davant d'infeccions per paràsits intestinals. Quan un paràsit s'adhereix a l'intestí (o fins i tot hi penetra) l'organisme desplega la seva resposta immunitària. En aquesta entren en joc limfòcits, eosinòfils, basòfils, mastòcits i una sèrie d'interleucines que activen i controlen tot el procés i entre les quals es troba la IL-13.
Aquesta però, té un paper protagonista semblant al que pren en la reacció al·lèrgica que provoca l'asma i que s'ha esmentat més amunt. Per tal de desprendre el paràsit de la paret intestinal (si és que s'hi ha adherit, que hi ha paràsits que no ho fan) les IL-13 estimulen la producció de mucosa per les cèl·lules caliciformes. Així pretén fer la superfície intestinal més lliscant. A més a més, la IL-13 augmenta la contractilitat del teixit muscular llis i amb això facilita la migració i gir de les cèl·lules epitelials. Tot açò per tal de desenganxar el paràsit de la paret intestinal i poder-lo així expulsar.
Cal ressaltar que tot i que cap estudi ha demostrat que les IL-13 estiguin directament implicades en el control de les malalties, s'ha trobat que molts polimorfismes en el gen de la IL-13 incrementen el risc de patir malalties respiratòries atípiques com l'asma.